# Kevin Kiner
Kevin Kiner (San Bernardino, 1958. szeptember 3. –) amerikai film- és televíziós zeneszerző. Leginkább a Csillagok-háborúja televíziós sorozataihoz készült zeneműveiről ismert, ő szerezte a zenéjét a Star Wars: A klónok háborúja, a Star Wars: Lázadók, a Star Wars: A Rossz Osztag, a Star Wars: Jedihistóriák és az Ahsoka sorozatoknak is.
Számos Primetime Emmy-díj, Daytime Emmy-díj és Annie Awards jelölése mellett (melyek legtöbbjét a Star Wars: A klónok háborúja és a Star Wars: Lázadók után kapta) több BMI-díja is van, melyeket olyan munkáiért nyert el, mint a CSI: Miami helyszínelők, a Narcos: Mexikó, a Making a Murderer és a Walker, a texasi kopó.
Két gyermeke van, Sean és Deane, mindketten zeneszerzők, akárcsak apjuk.